# Sergi Arola
Sergi Arola Martínez (Barcelona, España; 4 de marzo de 1968) es un cocinero español. Fue alumno de los cocineros Ferran Adrià y de Pierre Gagnaire. Ha aparecido en varios programas de televisión de España y Chile.

## Biografía
Arola fue el responsable del restaurante La Broche situado en el Hotel Miguel Ángel en Madrid, próximo al Paseo de la Castellana. Actualmente, también se ocupa de la cocina del Hotel Arts de Barcelona.
También abrió su propio restaurante en Madrid, Gastro, que también cuenta con un espacio de coctelería. Arola regenta el local junto con su exmujer, Sara Fort. Ambos decidieron ponerlo en marcha el 14 de febrero de 2008, justo el día en que varios años antes habían empezado a regentar La Broche. También ha creado un nuevo concepto de restaurante informal vi-cool en Madrid e Ibiza; el conocido chef aguileño Daniel Méndez Guerrero estuvo al mando de la cocina de vi-cool Huertas de Madrid los años 2014 y 2015. En ese año a raíz de su relación personal con Silvia Fominaya, que tiene un fuerte vínculo con Galicia, acaba aterrizando en La Coruña, diseñando la carta del "Rubia y Gallega" una versión gallega de la londinense "Burger & Lobster" del que no es propietario, pero para quien ha prestado sus amplios conocimientos culinarios. Lo hace de la mano de Alexandra Moraes, Juan Vázquez Juancito e Iván Vila, hosteleros con una sólida experiencia en La Coruña.
Es uno de los cocineros más mediáticos de España, es muy conocido por su obra culinaria, pero también por su participación en programas de televisión como Ruedo ibérico (2005-2006), Esta cocina es un infierno (2006), El club (2006-2007), Pasapalabra, El gran debate, No me la puc treure del cap (trad.: No me la puedo quitar de la cabeza), Abre los ojos... y mira y La Divina Comida (Serie TV 2021). Fue jurado en la tercera temporada del programa MasterChef Chile de Canal 13. Desde enero de 2024 participa como jurado del programa Top Chef VIP Chile de Chilevisión.
Actualmente mantiene una relación sentimental con la chilena Francisca Laree. Celebraron el Acuerdo de Unión Civil en Quilimarí el 28 de diciembre de 2020.

## Controversias
Han sido conocidos sus problemas con la Hacienda pública. A finales de junio de 2013, unos funcionarios del Ministerio de Hacienda se presentaron a la hora de la comida del mediodía y, ante los clientes, precintaron la bodega del restaurante Gastro en Madrid, que llevaba cinco años en pie, tras haber sido galardonado con 2 Estrellas Michelín. La causa del cierre de la bodega parece que ha sido el impago de ciertas deudas contraídas, que ascienden a 148 000 euros, con organismos públicos. El cocinero se mostró molesto por esta decisión, que considera arbitraria, porque «así le pagan» los años que ha estado «representando» y «dando prestigio» a España.

## Televisión
Programas
| Año       | Programa                          | Rol       | Canal/Plataforma |
| --------- | --------------------------------- | --------- | ---------------- |
| 2005-2006 | Ruedo ibérico                     | Invitado  | Antena 3         |
| 2006      | Esta cocina es un infierno        | Jurado    | Telecinco        |
| 2006-2007 | El club                           | Cocinero  | TV3              |
| 2007      | Pasapalabra España                | Invitado  | Telecinco        |
| 2010      | No me la puc treure del cap       | Invitado  | TV3              |
| 2012      | El gran debate                    | Invitado  | Telecinco        |
| 2013      | Abre los ojos... y mira           | Invitado  | Telecinco        |
| 2017      | MasterChef Chile (temp. 3)        | Jurado    | Canal 13         |
| 2019      | El discípulo del chef (temp. 1)   | Líder     | Chilevisión      |
| 2019      | Pasapalabra Chile                 | Invitado  | Chilevisión      |
| 2020      | La última cena                    | Jurado    | Telecinco        |
| 2020      | Oye al chef                       | Chef guía | Chilevisión      |
| 2021-2022 | El discípulo del chef (temp. 2-4) | Líder     | Chilevisión      |
| 2021-2022 | El menú de Chile (Sabingo)        | Conductor | Chilevisión      |
| 2022      | Manos arriba, chef                | Chef guía | Paramount+       |
| 2024      | Top Chef VIP Chile                | Jurado    | Chilevisión      |